# Killing Bono
Pour plus de détails, voir Fiche technique et Distribution.
Killing Bono est une comédie britannique et irlandaise réalisée par Nick Hamm, sortie en 2011.
Elle est tirée de l'autobiographie Killing Bono: I Was Bono's Doppelgänger (2003) de Neil McCormick, camarade de classe de Bono de U2.

## Synopsis
À Dublin, Neil McCormick et son jeune frère Ivan montent le groupe de rock Shook Up, avec l'ambition de devenir le plus grand groupe de rock du monde. Au même moment, Paul Hewson, leur camarade de classe, chante dans son propre groupe qui vient lui aussi de se former. Neil, persuadé que le sien est bien meilleur, ne se doute pas encore que le groupe qui le concurrence va bientôt sortir de l'ombre sous le nom de U2, et que Paul Hewson deviendra une star planétaire sous celui de Bono.

## Fiche technique
- Titre français : Killing Bono
- Titre québécois : Killing Bono
- Titre original : Killing Bono
- Réalisation : Nick Hamm
- Scénario : Dick Clement, Ian La Frenais (en), Simon Maxwell, Ben Bond (additionnel), d'après Killing Bono: I Was Bono's Doppelgänger de Neil McCormick
- Production :
  - Société de production : Paramount Pictures
  - Société de distribution : Pyramide Distribution (France)
- Musique originale : Stephen Warbeck
- Photographie : Kieran McGuigan
- Montage : Billy Sneddon
- Décors : Tom McCullagh
- Costumes : Lorna Marie Mugan
- Pays d'origine :  Royaume-Uni
- Langue originale : anglais
- Formats : Couleur
- Genre : comédie
- Durée : 114 minutes
- Budget :
- Dates de sortie :
  -  Irlande : 1er avril 2011
  -  Royaume-Uni : 1er avril 2011
  -  France : 3 août 2011

## Distribution
- Ben Barnes (VFB : Alexandre Crépet) : Neil McCormick
- Robert Sheehan (VFB : Maxime Donnay) : Ivan McCormick, le frère cadet de Neil
- Pete Postlethwaite : Karl
- Krysten Ritter (VFB : Mélanie Dermont) : Gloria, la petite amie de Neil
- Martin McCann : Paul Hewson (Bono)
- David Fennelly : Frankie
- Ralph Brown : Leo
- Justine Waddell : Danielle, la compagne de Hammond
- Luke Treadaway : Nick
- Peter Serafinowicz : Hammond, le producteur
- Hugh O'Conor : Gary, journaliste
- Sam Corry : Paul McGuinness
- Mark Griffin : Dave Evans (The Edge)
- David Tudor : Adam Clayton
- Seán Doyle : Larry Mullen Junior
- Jason Byrne : le réceptionniste de l'hôtel

## Autour du film
- C'est la dernière apparition à l'écran de l'acteur Pete Postlethwaite, décédé peu de temps avant la sortie en salles du film.
- Filmé en Irlande du Nord et distribué par Paramount, la première européenne a eu lieu au Savoy Cinema de Dublin.
- Ben Barnes interprète lui-même le titre Where we want to be.